# Chuck Connors
Chuck Connors (Brooklyn, 10 de abril de 1921 – Los Angeles, 10 de novembro de 1992) foi um ator norte-americano, escritor e um jogador profissional de basquetebol e beisebol.

## Carreira
Nascido de pais imigrantes, Chuck e sua irmã mais nova, Gloria, cresceram em um bairro de classe operária, no lado oeste do Brooklyn, onde o pai trabalhava como estivador do cais local. Devido ao seu porte atlético, Chuck ganhou uma bolsa de estudos na Adelphi Academy, e em seguida estudou no Seton Hall, um colégio católico em South Orange, Nova Jersey.
Deixando Seton Hall após dois anos, em 20 de outubro de 1942, ele entrou para o Exército. Serviu como instrutor de tanque de guerra em Camp Campbell, Kentucky, e, finalmente, em West Point. Após seu desligamento no início de 1946, Chuck retomou sua atividades esportivas.

Chuck Connors e Leonid Brezhnev

Beisebol sempre foi sua paixão, e nos anos seguintes, participou de campeonatos em New York, Norfolk, Newark, Newport News, Mobile e Montreal. Em Montreal, ele conheceu Elizabeth Riddell, com quem se casou em outubro de 1948. Tiveram quatro filhos durante seus 13 anos de casamento. Ele finalmente alcançou seu objetivo, jogando para o Brooklyn Dodgers, em maio de 1949, mas depois de apenas cinco semanas, ele retornou a Montreal. Permaneceu um breve período com o Chicago Cubs em 1951.
Um diretor de elenco da MGM, que era fã de beisebol, indicou-o para um papel na comédia estrelada por Spencer Tracy-Katharine Hepburn, "A Mulher Absoluta" (1952). A partir daí, Chuck abandonou o esporte e passou a dedicar tempo integral à carreira de ator, que frequentemente realçava seu físico.
Durante os anos seguintes, ele atuou em 20 filmes, culminando com um papel principal no faroeste de William Wyler, "Da Terra Nascem os Homens" (1958). Também apareceu em vários programas de TV, finalmente tornando-se popular em 1958, quando "O Homem do Rifle" (The Rifleman) iniciou sua bem-sucedida temporada de cinco anos na rede ABC. 
Chuck Connors faleceu em 10 de novembro de 1992, no Cedars-Sinai Medical Center, em Los Angeles, Estados Unidos, de câncer de pulmão, segundo o hospital. Connor tinha 71 anos e morava em uma fazenda em Tehachapi, Califórnia, ao norte de Los Angeles.

## Filmografia
- Pat and Mike (1952) ...  capitão de polícia
- Trouble Along the Way (1953) ... Stan Schwegler
- South Sea Woman (1953) ...  David White
- Good Morning, Miss Dove (1955) ...  William 'Bill' Holloway
- Boy With a Knife (1956) ... sem crédito
- Tomahawk Trail (1957) ... - Sgt. McCoy
- Old Yeller (1957) ...  Burn Sanderson
- The Big Country (1958) ....  Buck Hannassey
- Geronimo (1962) ...  Geronimo
- Move Over, Darling (1963) ....  Adam
- Flipper (1963) ...  Pai do Sandy
- Ride Beyond Vengeance (1966)... Jonas
- Dark Shadows (1966)
- Cowboy in Africa (1967) ...  Jim Sinclair
- Go Kill Everybody and Come Back Alone (1968) ... Clyde
- Captain Nemo and the Underwater City (1969) ... Senador Robert Fraser
- The Deserter (1971) ...  Chaplain Reynolds
- Support Your Local Gunfighter (1971) ...  "Swiftie" Morgan (não creditado)
- Pancho Villa (1972) ...  Coronel Wilcox
- Embassy (1972) ...  Kesten
- The Horror at 37,000 Feet (1973) ...  Capitão Ernie Slade
- Soylent Green (1973) ...  Tab Fielding
- The Mad Bomber (1973)  ...  William Dorn
- Il lupo dei mari (1975)  ... Capitão Wolf-Larsen
- Roots (1977) ...  Tom Moore
- Nightmare in Badham County (1976) ...  Xerife
- They Took Miss Beautiful (1977) ...  Mike O'Toole
- Tourist Trap (1979) ...  Mr. Slausen
- Virus (1980)... Nereid
- The Capture of Grizzly Adams (1982) ... as Frank Biggs
- Airplane II: The Sequel (1982) ...  Sargento
- Sakura Killers (1987) ... Coronel
- Werewolf (1987) ...  Janos Skorzeny
- Terror Squad (1987) ...  Chief Rawlings
- Once Upon a Texas Train (1988)
- Skinheads (1989) ...  Mr Huston
- The Gambler Returns: The Luck of the Draw (1991) ... as Lucas McCain
- Salmonberries (1991) ...  Bingo Chuck
- Three Days to a Kill (1991) ... Capitão Damian Wright

## Ligação externa
- Chuck Connors. no IMDb.